# Nacional 2 (Marruecos)
La Carretera Nacional 2, o Carretera del Rif, es una carretera nacional marroquí, que enlaza Tánger, la principal ciudad del norte de Marruecos, con Oujda, capital de la región marroquí de La Oriental.
Entre 2006 y 2009, esta carretera sufrió una remodelación importante, siendo duplicada su calzada entre Tánger y Tetuán (47 km), por un lado, y entre Nador y Oujda (118 km), por el otro. Sin embargo, estos tramos mantienen los cruces a nivel y no pueden ser considerados como una autovía de estilo europeo. Se debe evitar circular por esta carretera cerca de Isaguén.

## Tramo Tánger-Tetuán

### Salidas
- Tánger
- Enlace con la autopista marroquí A4
- Malusa
- Chrafat
- Dar Chauí
- El Fendek
- Menkal
- Aín Mulalzén
- Tetuán

### Circulación
Según las estadísticas de la Dirección General de Tráfico de Marruecos, más de 10.000 vehículos utilizan a diario esta carretera con una punta de tráfico de 22.000 vehículos al día durante el verano. Con este tráfico, que aumenta a razón del 10% anual, la Carretera Nacional 2 se ha convertido en una de las "carreteras de la muerte" de la reagión con un número de accidentes 12 veces más elevado que la media de la región. Por ello se ha duplicado recientemente la calzada, separando los dos sentidos de la circulación por un terraplén central en los tramos más transitados.

### Características
La carretera Tánger-Tetuán está formada por dos calzadas de 7'5 metros cada una separadas por un terraplén. Atraviesa muchos cursos de agua, así como 9 puentes y 7 rotondas. El montante global de las obras de mejora de este tramo ascendió a 400 millones de dírham.
Además de esta importante mejora, se ha modificado el trazado en los llamados puntos negros, como por ejemplo en las proximidades de Tetuán, donde la carretera ha sido desviada en Oued Ajras. El remodelamiento permite evitar peligrosas curvas donde se producían graves accidentes.

## Tramo Tetuán-Nador
Enlaza Tetuán y Nador, pasando por Chauen y Alhucemas, a lo largo de 365 km. Está expresamente desaconsejado por el Ministerio de Asuntos Exteriores español el tránsito por esta carretera entre las localidades de Bab Berred y Targuís (en las proximidades de Ketama, hoy llamada Isaguén) debido a las persecuciones a extranjeros a gran velocidad en este tramo especialmente sinuoso y peligroso de la carretera) con la intención de venderles hachís por parte de la población local. El Estado español, por tanto, no asume ningún tipo de responsabilidad consular respecto a sus nacionales si éstos deciden, por su propia cuenta y riesgo, adentrarse en esta zona.

## Tramo Nador-Ahfir
85 km, en los que ha sido duplicada la calzada.

## Tramo Ahfir-Oujda
33 km; sus salidas son:
- Ahfir
- Ain Sfa-Tafoughalt
- Lâharhaa
- Beni Drar
- Terminal II Aéroport Oujda-Angads
- Aéroport Oujda-Angads
- Centre Commercial Marjane
- Oujda
- Enlace con la Nacional 6 marroquí